# 33-та езикова гимназия „Света София“
33 езикова гимназия „Света София“ е многоезикова гимназия в София.
Основана е през 1993 година. Разположена е на ул. „Пловдив“ 20, ж.к. „Света Троица“ (бившата сграда на Втора английска езикова гимназия), район „Илинден“.

## Възпитаници
- Лора Крумова
- Петър Бонев
- Галина Щърбева
- Мартин Димитров